# Stadio Moisés Lucarelli
Lo stadio Moisés Lucarelli (in portoghese estádio Moisés Lucarelli), meglio conosciuto come Majestoso, è un impianto sportivo brasiliano situato nella città di Campinas, nello stato di San Paolo. Ospita le partite interne del Ponte Preta.

## Storia
Fu costruito tra il 1947 ed il 1948. Fu inaugurato il 12 settembre con una partita tra i padroni di casa e il XV de Piracicaba vinta 0-3 dagli ospiti. Al momento della sua costruzione era il terzo stadio più capiente dello stato di San Paolo.